# (72523) 2001 DC91
(72523) 2001 DC91 – planetoida z pasa głównego asteroid okrążająca Słońce w ciągu 4,63 lat w średniej odległości 2,78 j.a. Odkryta 20 lutego 2001 roku.